# Zamek w Miloticach
Zamek w Miloticach (cz. Zámek Milotice) − zabytkowy zamek w mieście Milotice (Republika Czeska).
W 1648 zamek został kupiony przez węgierską rodzinę Serényi, która przed bitwą na Białej Górze mieszkała na Morawach. Około 1716 Karel Antonín Serenyi (1681–1746) żonaty z Marią Teresą  Šternberk (wdową Thun-Hohenstein) postanowił przenieść główną siedzibę rodu do Milotic.
Na ścianie frontowej u szczytu ryzalitu znajduje się kartusz z herbami małżeństwa (sojuszu) Karela Serényia (niem. Serényi von Kis-Serény) i Marii Šternberkovej (niem. Sternberg). Natomiast na parterze widnieją herby Serényi i Šternberk. 

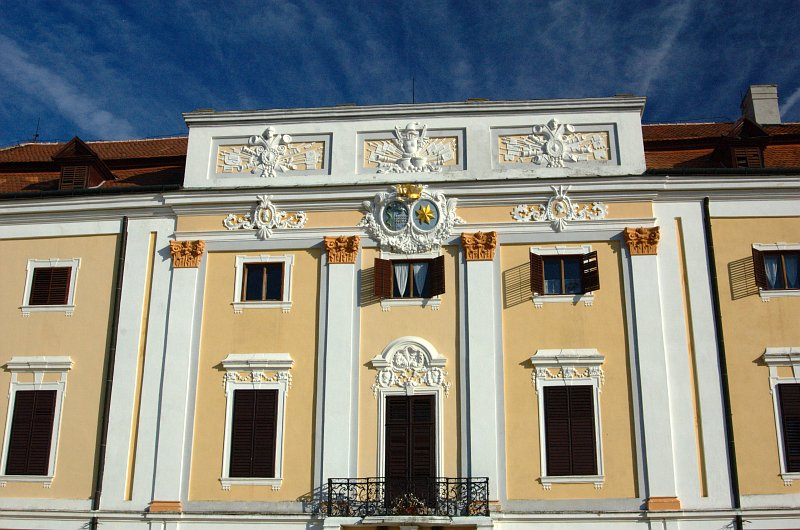
Ryzalit z herbami
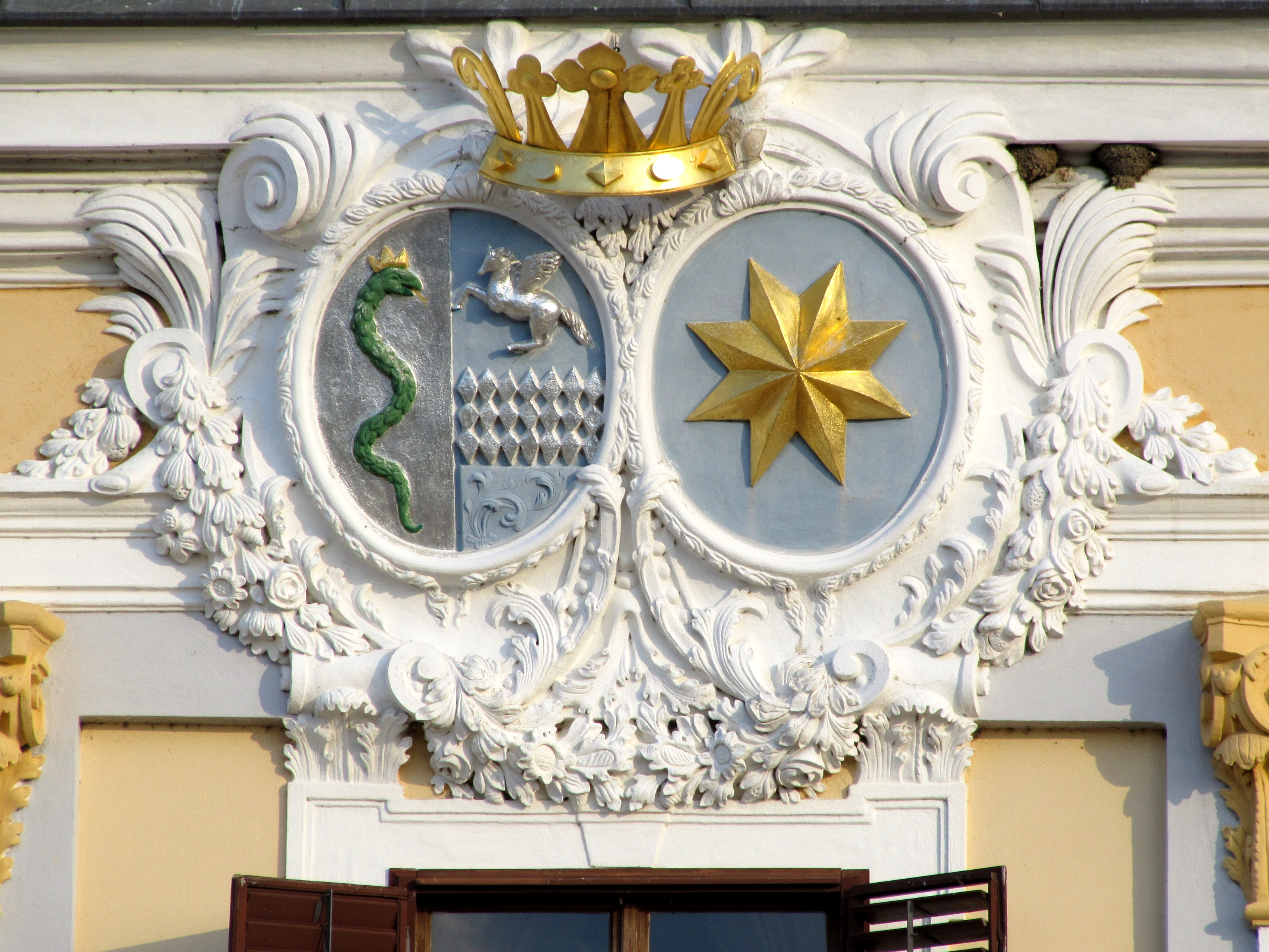
Herby Karela Serényiego i Marii Šternberkovej
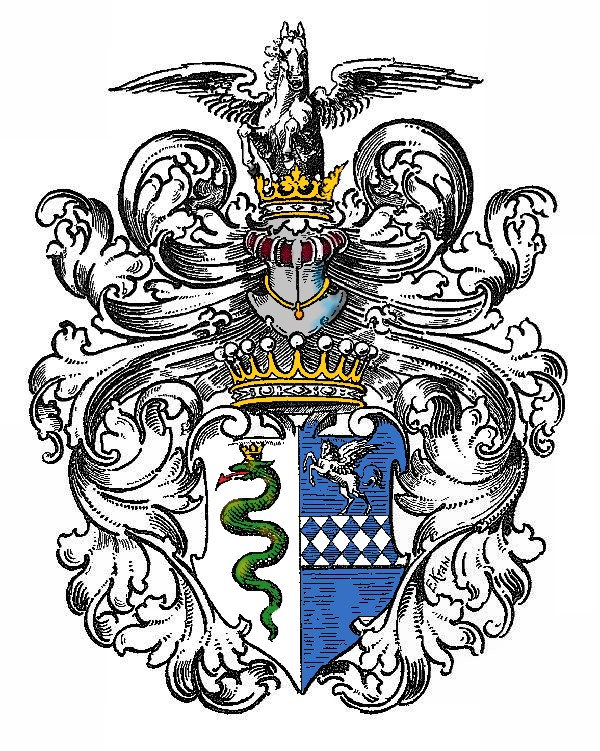
Herb hr. Serényi
Herb Šternberk
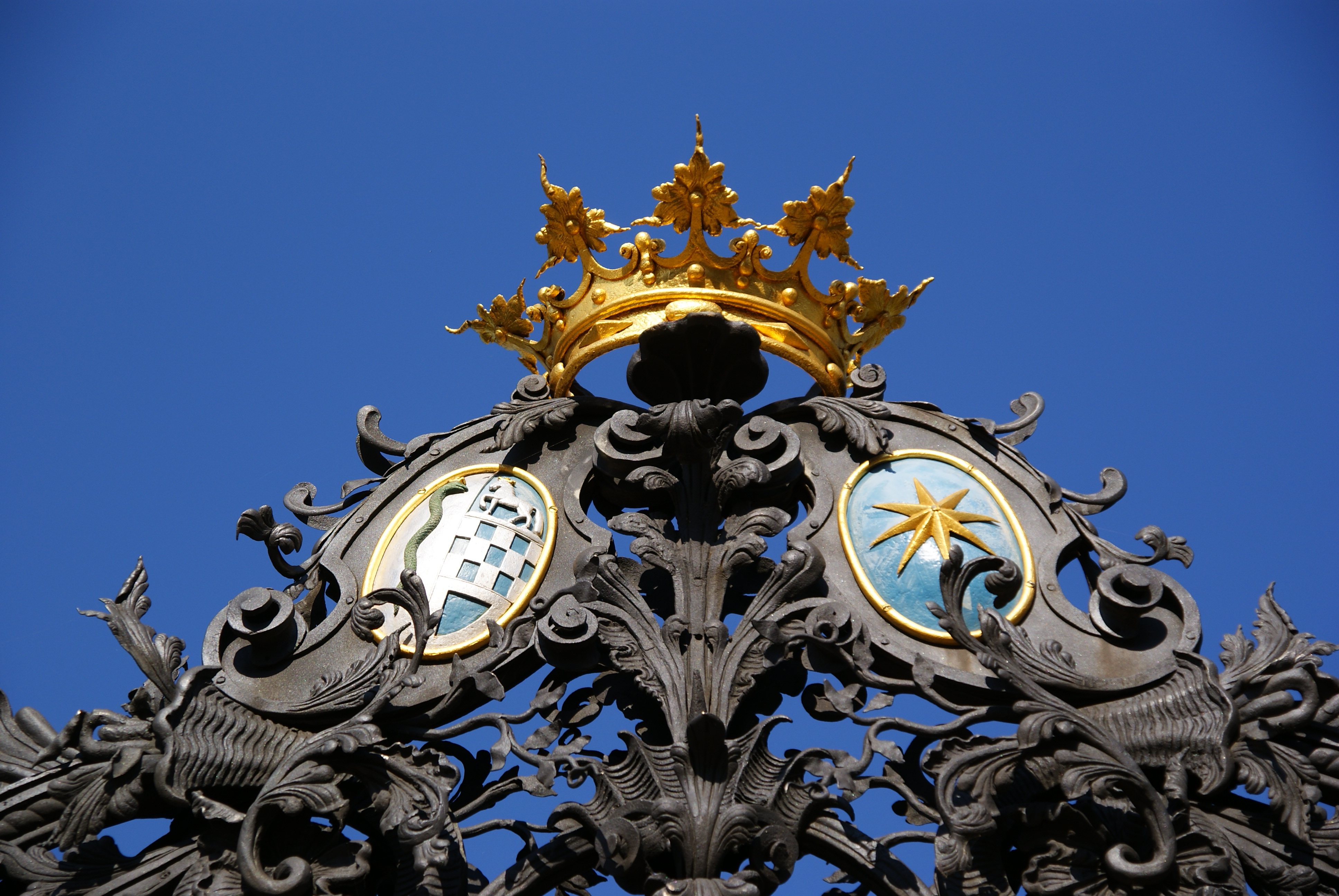
Herby Serényi i Šternberk